# Олександрівка (пам'ятка природи)
Олекса́ндрівка — урочище, зоологічна пам'ятка природи загальнодержавного значення в Україні. Розташована в межах Дубенського району Рівненської області, між селами Тараканів і Великі Сади, поблизу зниклого села Олександрівка.
Площа 13,0 га. Статус надано 1975 року. Перебуває у віданні ДП «Дубенський лісгосп» (Мирогощанське л-во, кв. 26, вид. 10). 
Пам'ятка природи розташована на північно-східному схилі Повчанської височини. Верхня частина геологічного розрізу пагорба представлена лесоподібними суглинками. 
Це ділянка віковічного дубового лісу природного походження розміщена у верхній частині південного схилу крутизною до 13° на сірих опідзолених ґрунтах. Основна порода — дуб звичайний віком до 190 років і заввишки до 28 м. Окремі екземпляри дуба мають вік 220–250 років. Домішок утворюють граб, липа серцелиста, осика, береза повисла. У підліску зростають ліщина, свидина, крушина. У трав'яному покриві — копитняк європейський, медунка темна та інші. 
Багата орнітофауна — тут гніздяться чапля, дятел, сойка, соловейко, синиця, повзик тощо. Із безхребетних численні слимак виноградний, красуня блискуча, коник сірий лісовий, бронзівка золотиста, м'якотілка бура та інші.